# Liste der Monuments historiques in Aubigny-sur-Nère
Die Liste der Monuments historiques in Aubigny-sur-Nère führt die Monuments historiques in der französischen Gemeinde Aubigny-sur-Nère auf.

## Liste der Bauwerke
| Bezeichnung                           | Beschreibung                                     | Standort                                                | Kennzeichnung | Schutzstatus | Datum | Bild           |
| ------------------------------------- | ------------------------------------------------ | ------------------------------------------------------- | ------------- | ------------ | ----- | -------------- |
| Fachwerkhaus                          | Erbaut im 16. Jahrhundert                        | Rue de l’Eglise und rue Pousse-Panier (Lage)            | PA00096642    | Inscrit      | 1965  |                |
| Hôtel                                 | Erbaut in der Mitte des 16. Jahrhunderts         | 14 rue Cambournac (Lage)                                | PA18000034    | Inscrit      | 2006  | weitere Bilder |
| Haus Jeanne d'Arc                     | Erbaut im 16. Jahrhundert                        | 7 rue des Dames (Lage)                                  | PA00096638    | Inscrit      | 1926  |                |
| Maison du Bailli                      | Fachwerkhaus, erbaut Anfang des 16. Jahrhunderts | 13, 15 rue du Bourg-Coutant (Lage)                      | PA00096639    | Classé       | 1862  | weitere Bilder |
| Schloss, heute Hôtel de ville         | Erbaut im 16./17. Jahrhundert                    | Place du Château (Lage)                                 | PA00096633    | Classé       | 1862  | weitere Bilder |
| Fachwerkhaus                          | Erbaut im 16. Jahrhundert                        | 17, rue du Bourg-Coutant (Lage)                         | PA00096640    | Inscrit      | 1926  |                |
| Maison des dames                      | Fachwerkhaus, erbaut im 15./16. Jahrhundert      | 1, 1 bis rue des Dames ; rue du Moulin-d'en-haut (Lage) | PA00096643    | Inscrit      | 1926  |                |
| Fachwerkhaus                          | Erbaut im 16. Jahrhundert                        | 6, rue Porte-Sainte-Anne (Lage)                         | PA00096644    | Inscrit      | 1926  |                |
| Kirche St-Martin                      | Erbaut ab dem 13. Jahrhundert                    | (Lage)                                                  | PA00096634    | Classé       | 1862  | weitere Bilder |
| Maison Saint Jean                     | Fachwerkhaus, erbaut im 16. Jahrhundert          | 18, rue du Bourg-Coutant (Lage)                         | PA00096641    | Inscrit      | 1926  |                |
| Maison François Ier                   | Fachwerkhaus, erbaut 1519                        | Rue du Bourg-Coutant ; rue du Prieuré (Lage)            | PA00096637    | Classé       | 1915  |                |
| Turm der ehemaligen Stadtbefestigung  | Erbaut im 14. Jahrhundert                        | Rue de la Tour (Lage)                                   | PA00096635    | Inscrit      | 1926  |                |
| Teile der ehemaligen Stadtbefestigung | Erbaut im 14. Jahrhundert                        | Le Mail Guichard (Lage)                                 | PA00096636    | Inscrit      | 1982  |                |
| Maison Bourdoiseau                    | Erbaut 1881                                      | 15, 17 rue des Dames ; rue Porte-Sainte-Anne (Lage)     | PA18000003    | Inscrit      | 1997  |                |

## Liste der Objekte

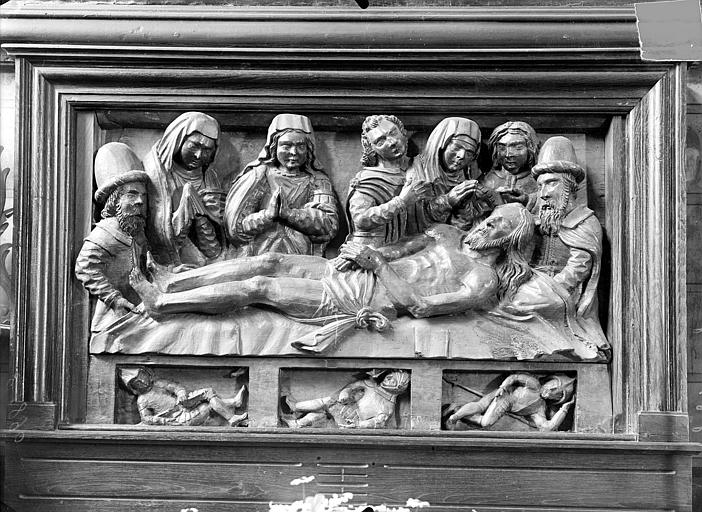
Relief Grablegung in der Kirche St-Martin

- Monuments historiques (Objekte) in Aubigny-sur-Nère in der Base Palissy des französischen Kultusministeriums